# Livorno Ferraris
Livorno Ferraris (piemontesisch Livorn; auch Livorno Piemonte) ist eine Gemeinde in der italienischen Provinz Vercelli (VC), Region Piemont.

## Lage und Einwohner
Livorno Ferraris liegt knapp 30 km westlich von Vercelli. Die Gemeinde liegt an der Bahnstrecke Turin–Mailand und hat 4215 Einwohner (Stand 31. Dezember 2023). Den Beinamen Ferraris erhielt die Gemeinde 1925 zu Ehren von Galileo Ferraris. Die Nachbargemeinden sind Bianzè, Cigliano, Crescentino, Fontanetto Po, Lamporo, Moncrivello, Saluggia und Trino.
Das Gemeindegebiet umfasst eine Fläche von 58 km².